# I.MX

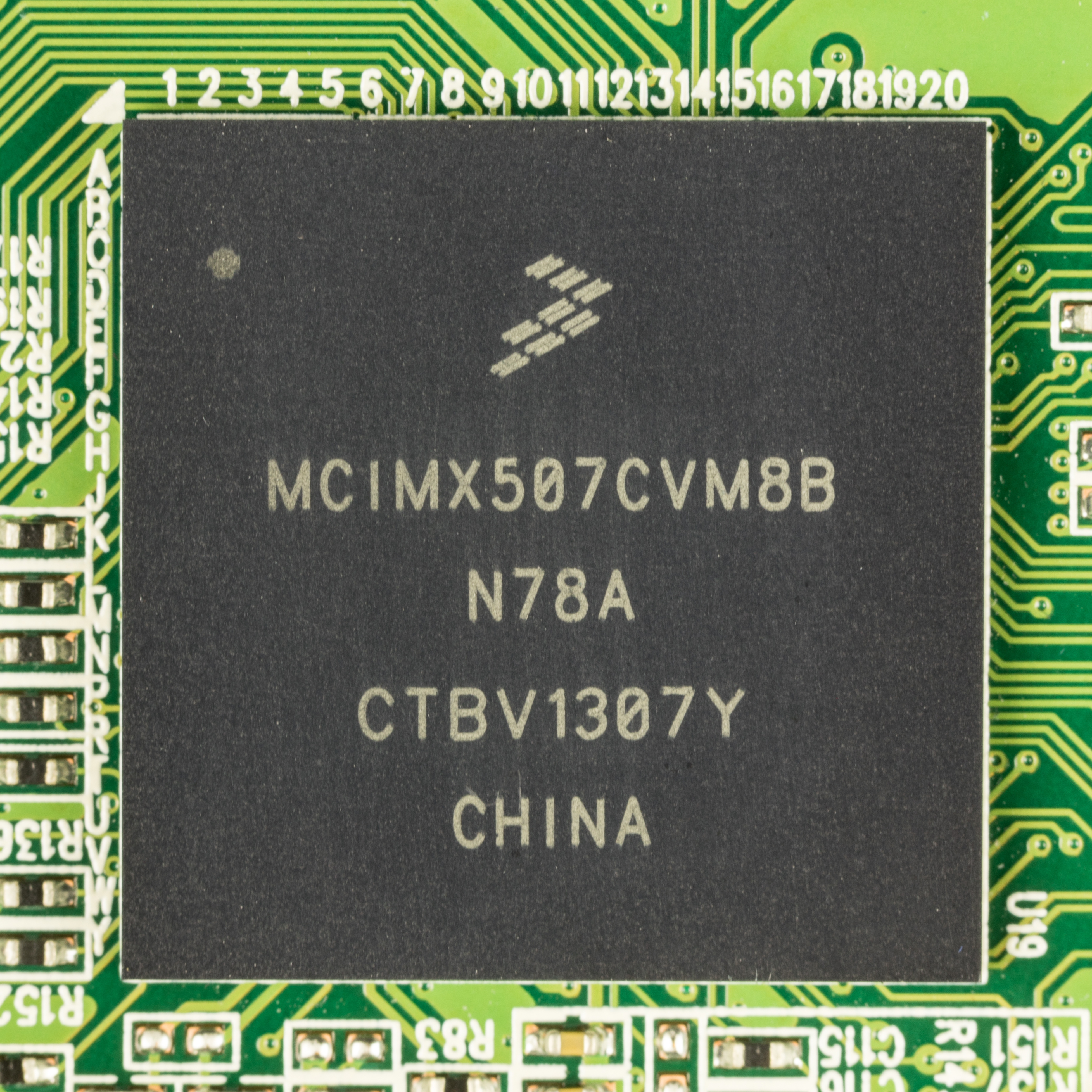
Freescale MCIMX507CVM8B

i.MX je rodina proprietárních systémů na čipu (SoC) původně od společnosti Freescale Semiconductor koupené v roce 2015 společností NXP Semiconductors (obě ze Spojených států amerických). Všechny systémy z této rodiny jsou postaveny na platformě ARM. Nejstarší série i.MX 1 uvedená v roce 2001 měla taktování procesoru 150 nebo 200 MHz, nejnovější série i.MX 8 v prodeji od roku 2016 počítá s taktováním 1,2 GHz nebo 1,5 GHz.
Mezi produkty využívající i.MX patří telefony Librem 5 společnosti Purism.